# Rayman (gra komputerowa)
Rayman – komputerowa gra platformowa z 1995 roku, która powstała na podstawie projektu francuskiego twórcy gier komputerowych Michela Ancela. Produkcją gry zajęło się francuskie studio Ubi Pictures (obecnie znane jako Ubisoft Montpellier), a opublikowała ją firma Ubisoft.
Bohaterem gry jest tytułowy człekokształtny twór składający się z sześciu oddzielonych od siebie kończyn. Jego celem jest odzyskanie Wielkiego Protonu skradzionego przez Mr. Darka, od tego artefaktu zależy ład baśniowej krainy. Rozgrywka w Raymanie jest podzielona na 18 poziomów, podczas których tytułowy bohater zdobywa stopniowo nowe zdolności, dające możliwość łatwiejszego poruszania się po terenie gry oraz pokonywania przeciwników.
Przy programowaniu narzędzi do produkcji gry Ancelowi pomagał Frédéric Houde. Ancel w 1992 roku przedłożył wydawnictwu Ubisoft projekt planowanej produkcji. Projekt spotkał się z akceptacją Ubisoftu, a dalszy proces tworzenia Raymana trwał trzy lata. Pierwotnie gra ukazała się na konsolach PlayStation, później zaś została przekonwertowana na kilka innych platform sprzętowych i zebrała wiele pozytywnych recenzji wśród krytyków. Przez kilka tygodni od publikacji sprzedaż Raymana osiągnęła aż 400 tysięcy egzemplarzy. Ilustracją sukcesu tej gry jest to, że w samej Wielkiej Brytanii nabywców znalazło łącznie 5 milionów sztuk.

## Rozgrywka
Rayman jest grą platformową utrzymaną w realiach fantasy. Gracz steruje tytułowym bohaterem, który podejmuje się próby odzyskania magicznego artefaktu zwanego Wielkim Protonem, strzegącego ładu i porządku w baśniowej krainie. Wielki Proton został ukradziony przez przebiegłego Mr. Darka, a Raymanowi przyjdzie w miarę upływu czasu zmierzyć się z tymże antagonistą.
Rayman jest człekokształtnym stworem składającym się z sześciu oddzielonych od siebie kończyn. Początkowo główny bohater może jedynie chodzić, skakać po platformach, wspinać się i zjeżdżać po lianach. Wraz z postępem w rozgrywce Rayman otrzymuje nowe zdolności. Może uderzać przeciwników pięściami, łapać się krawędzi platform, uczynić ze swoich włosów śmigło pozwalające mu dotrzeć do trudno dostępnych platform, łapać się wiszących nad powierzchnią pierścieni oraz biec. Cztery dodatkowe zdolności (zebranie magicznego grochu, z którego wyrasta roślina umożliwiająca dostanie się na wyższe platformy; superhelikopter; potężniejszy atak pięścią; wreszcie zmiana rozmiaru sterowanej postaci) są tymczasowe.
Kolejne poziomy w grze można odblokować dopiero wtedy, gdy gracz zbierze odpowiednią liczbę świetlików (Electoonów). Dlatego po zaliczeniu danego poziomu gracz może doń powrócić w każdej chwili, zbierając większą liczbę Electoonów. Osiemnaście poziomów w grze podzielonych jest na sześć światów różniących się wyglądem: Las Marzeń (Forêt de Songes), Niebo Muzyczne (Ciel Chromatique), Niebieskie Góry (Montagnes Bleues), Dzielnicę Obrazów (Cité des Images), Jaskinie Skorpiona (Cave de Skops) oraz Ciasteczkowy Zamek (Château des Délices). Wszystkie poziomy gracz musi zaliczyć, dysponując pięcioma punktami życia. Pięciokrotna porażka skutkuje koniecznością wczytania momentu zapisu gry bądź uruchomienia gry od początku. Rozgrywka na każdym ze światów kończy się pojedynkiem z bossem dysponującym specjalnymi umiejętnościami, a pokonanie go pozwala przejść do kolejnego świata gry.

## Produkcja

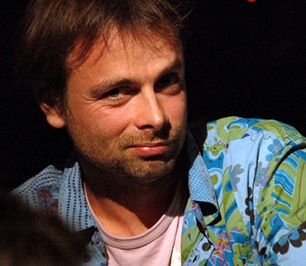
Michel Ancel, projektant gry

Rayman powstał na podstawie pomysłu francuskiego projektanta Michela Ancela, który przedtem specjalizował się w ilustracjach do gier komputerowych autorstwa Nicolasa Choukrouna. W 1989 roku, za pomocą programu Deluxe Paint przeznaczonego na Amigę, Ancel wykonał projekt głównej postaci. Rayman, istota złożona ze sześciu niepołączonych ze sobą sprite'ów, przedstawiany był jako istota „bez ramion, nóg ani szyi”. W związku z tym każda kończyna sterowanej postaci musiała być animowana osobno, jednak w taki sposób, aby wszystkie razem były połączone niewidzialnymi liniami. Cennych wskazówek Ancelowi użyczył pod tym względem programista Frédéric Houde, który pomógł twórcy Raymana w zaprogramowaniu interakcji oraz narzędzi koniecznych do stworzenia gry. Dlatego też nazwisko Houde'a figuruje obok Ancela wśród autorów pomysłu na grę.
W 1992 roku Ancel przedstawił projekt Raymana braciom Guillemot, którzy przewodzili spółce Ubisoft. Tzw. game design document liczył około 150 stron, a do dokumentacji dołączona została niewielka wersja demonstracyjna. Po negocjacjach dotyczących honorarium Ancel podpisał z Ubisoftem kontrakt, otrzymując pieczę nad Raymanem jako główny projektant.
Początkowo Ancel, dysponując pomocą ze strony ilustratora Érica Pelatana, planował stworzyć Raymana na konsolę Super Nintendo Entertainment System. Jednakże bracia Guillemot nakłonili Ancela i Pelatana, by ci stworzyli grę przeznaczoną na platformy sprzętowe obsługujące płyty CD-ROM. Zespół pracujący nad grą wzrósł do 15 ilustratorów i animatorów, w tym Alexandry Steible, specjalizującej się dotąd w filmach animowanych. Z filmowych animacji Steible wyniosła nowoczesną technikę digitalizacji szkiców graficznych. Polegała ona na przerysowaniu szkiców za pomocą tabletu graficznego na ekran komputera, co przyśpieszało proces tworzenia animacji.
W 1993 roku, gdy wobec Nintendo wyrosła konkurencja w postaci konsol PlayStation oraz Atari Jaguar, Ancel i jego zespół zdecydowali się stworzyć grę przede wszystkim na nowe platformy sprzętowe, oferujące paletę barw obejmującą do 65 tysięcy kolorów. Priorytetem miał być właśnie Jaguar, jednak kierownictwo Atari nie przejawiało zainteresowania współpracą z Ubisoftem. Ponieważ gra była już dostosowana do 64-bitowego Jaguara, Ancel zadecydował o tym, żeby dokonać portu Raymana na konsole 32-bitowe. Jako priorytet obrano konsolę PlayStation, a zespół pracujący nad grą rozrósł się do około 100 osób. Port na konsolę PlayStation wykonała spółka Ludimedia, a w wywiadach Ancel deklarował, że wiele zawdzięczał pracownikowi tamtej spółki, Serge'owi Hascoëtowi.
Premiera Raymana odbyła się we wrześniu 1995 roku na PlayStation, a dopiero potem ukazała się wersja na konsolę Atari Jaguar. W kwietniu 1996 roku gra została przekonwertowana na komputery osobiste, natomiast w czerwcu 2001 roku opublikowano edycję na konsolę Game Boy Advance. Późniejsze reedycje wersji na PlayStation ukazały się w 2008 roku na innych konsolach Sony (PlayStation 3, PlayStation Portable). W 2012 roku Rayman został przekonwertowany na PlayStation Vita, natomiast w 2016 roku pojawiły się jego wersje na urządzenia mobilne z systemami operacyjnymi iOS oraz Android.

## Odbiór
Rayman okazał się znacznym sukcesem komercyjnym. W ciągu kilku tygodni od publikacji dzieło Ancela i spółki, które kosztowało bagatela 15 milionów franków francuskich, sprzedało się w liczbie 400 tysięcy egzemplarzy.
We francuskich pismach branżowych Rayman spotykał się z pozytywnym odbiorem. Magazyn „Player One” chwalił Raymana za „znakomitą realizację” oraz „crescendo coraz liczniejszych wyzwań”. Éric Ernaux z pisma „Génération 4” cenił Raymana za wyjątkowo płynną oprawę graficzną, która nieodparcie kojarzyła mu się z filmami wytwórni The Walt Disney Company. Stawiał jednak grze trzy zarzuty: brak szczególnych nowości odróżniających Raymana od Super Mario World, nazbyt dziecinną estetykę oraz wysoki poziom trudności, który mógłby zrazić do gry początkujących graczy. Recenzent pisma „Joystick” Jérôme Bonnet stawiał grze podobne zarzuty, jednak również chwalił estetykę gry, a w samej postaci Mr. Darka doszukał się alegorii ówcześnie urzędującego prezydenta Jacques'a Chiraca. Piszący dla pisma „Consoles+” duet Véronique Boisserie – Gia-Dinh To wyróżnił Raymana jako „megahit” roku, przy czym Boisserie zauważyła pewną ciągłość fabularną w grze; o ile dwa pierwsze światy zawierają żywszą kolorystykę, o tyle późniejsze są mniej jaskrawe.
Anglojęzyczni krytycy zachowywali większy sceptycyzm. Magazyn „Next Generation Magazine” uznawał, że sukces Raymana nie bierze się ze szczególnych innowacji, lecz z tego, że „wszystko w tej grze, od oprawy graficznej po udźwiękowienie, jest znakomicie wykonane”. Zdaniem Michaela Wolfa z amerykańskiego „PC Gamera”, „jak każda gra z tego gatunku, Rayman ma słabo zarysowaną fabułę”. Wolf jednak chwalił zróżnicowanie poziomów, doceniał również brak przemocy w grze oraz jej przystępność dla osób w każdym wieku. Bardziej zirytowany grą był Richard Crook z brytyjskiego magazynu „PC Zone”. Crook narzekał, iż Rayman nie wprowadza żadnych nowości do gatunku, a poziom trudności samej gry bardzo szybko wzrasta do poziomu „cholernie wkurzającego” [bloody annoying]. Sceptycyzm ze strony krytyków anglojęzycznych nie przekładał się jednak na sprzedaż gry. W samej Wielkiej Brytanii łącznie sprzedano 5 milionów egzemplarzy Raymana na konsolę PlayStation.

## Znaczenie
Rayman przyczynił się do narodzin franczyzy, która rozciągała się na liczne sequele, rebooty oraz spin-offy. W 1996 roku ukazała się gra edukacyjna Rayman Brain Games, a w 1999 roku – sequel pierwowzoru, zatytułowany Rayman 2: The Great Escape. Już bez udziału Michela Ancela w 2001 roku powstała gra turniejowa Rayman M, polegająca na starciach znanych z serii postaci na arenie. Dwa lata później światło dzienne ujrzał Rayman 3: Hoodlum Havoc. Natomiast kolejno w 2006 i 2007 roku powstały dwie odsłony imprezowej gry Rayman: Szalone Kórliki i Rayman: Szalone Kórliki 2, które usuwały w cień postać Raymana na rzecz zdziecinniałych królikopodobnych stworów. Ancel powrócił do tworzenia kolejnych odsłon serii, realizując w 2011 roku reboot pod nazwą Rayman Origins, a w 2013 roku – Rayman Legends. Oprócz tego powstał szereg gier mobilnych dedykowanych głównemu bohaterowi.